# Spilosoma radiatus
Spilosoma radiatus là một loài bướm đêm thuộc phân họ Arctiinae, họ Erebidae.